# 恩特普賴斯 (密西西比州克拉克縣)
恩特普賴斯（英語：Enterprise）是位於美國密西西比州克拉克縣的城鎮。

## 人口
根據2020年美國人口普查的數據，恩特普賴斯的面積為6.37平方千米，當中陸地面積為6.35平方千米，而水域面積為0.02平方千米。當地共有人口496人，而人口密度為每平方千米78人。